# Kelurahan

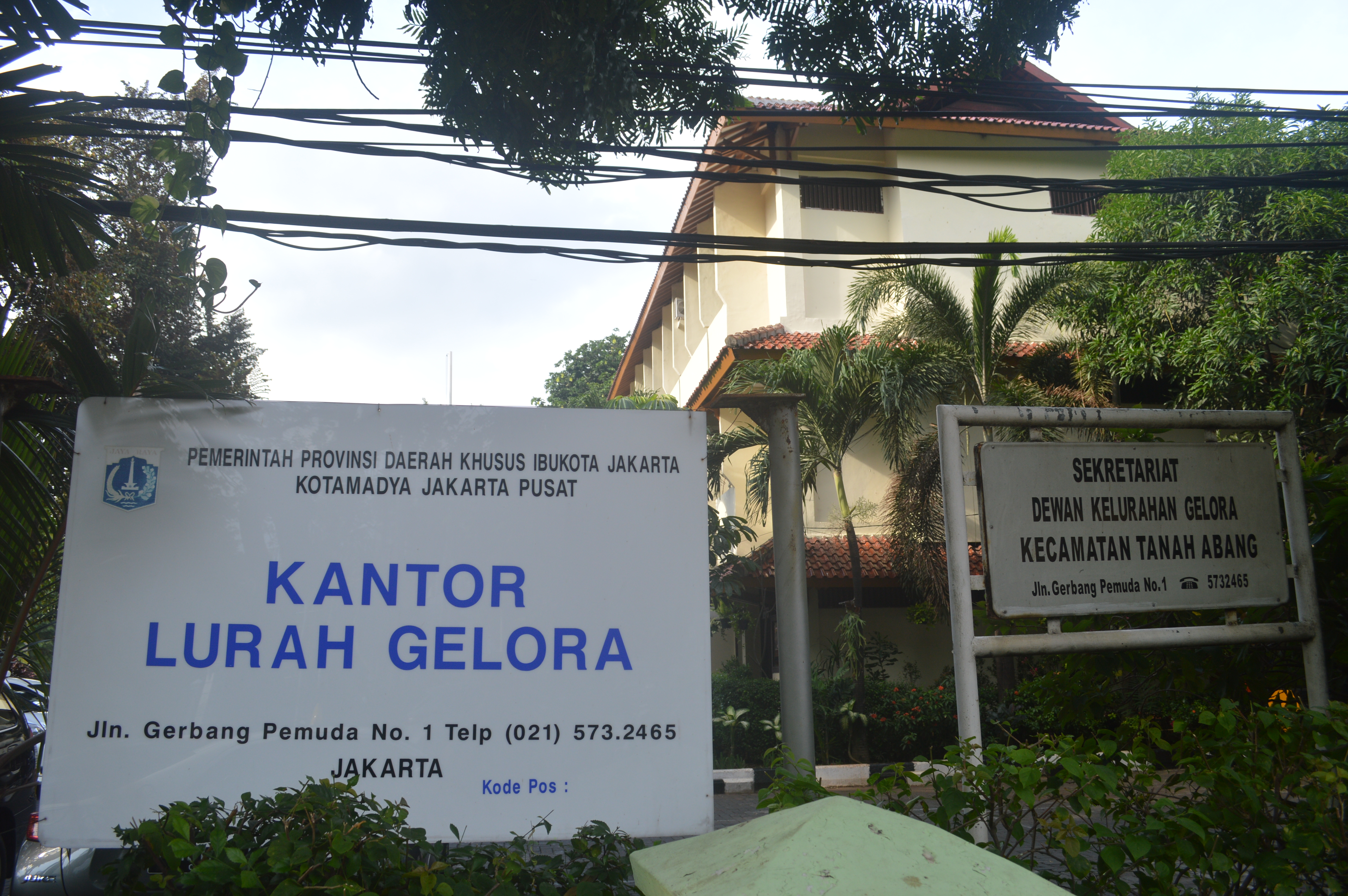
Oficina kelurahan de Gelora, Yakarta Central, Yakarta.

Un kelurahan es, en Indonesia, un municipio que constituye, con la aldea (desa), una de las dos divisiones más pequeñas de la administración territorial.
Kelurahan es una terminología para una aldea urbana, utilizada principalmente para ciudades, pero también para pequeñas partes de un kabupaten.
Un kelurahan (o subdistrito) está subordinado a un kecamatan (o distrito). El responsable de un kelurahan es un lurah, un funcionario designado por el responsable de un kecamatan (bupati) o por el alcalde (wali kota) a propuesta del jefe de distrito.

## Formación, supresión y fusión de un kelurahan
Según el Reglamento del Ministerio del Interior número 31 de 2006, se puede crear un kelurahan con los siguientes requisitos:
- Áreas de Java y Bali: al menos 4.500 personas o 900 familias, con un área de al menos 3 km².
- Áreas de Sumatra y Sulawesi: al menos 2.000 personas o 400 familias, con una superficie de al menos 5 km².
- Áreas de Kalimantan, Nusa Tenggara Occidental, Nusa Tenggara Timur, Molucas y Papúa: al menos 900 personas o 180 familias, con un área de al menos 7 km².

Un kelurahan debe contar con alguna oficina gubernamental, una red establecida de transporte, instalaciones de comunicación adecuadas e instalaciones públicas. Si ya no cumpliese con las condiciones anteriores, se puede suprimir o combinar con otros kelurahan en función de los resultados de investigación y la evaluación realizada por el gobierno de la ciudad o el gobierno del kabupaten.
Además, debe contar con oficinas gubernamentales, redes de comunicación fluidas, instalaciones de comunicación e instalaciones públicas adecuadas. Los subdistritos que ya no cumplan con las condiciones anteriores pueden abolirse o combinarse con otros subdistritos en función de los resultados de la investigación y la evaluación realizadas por el distrito o el gobierno de la ciudad.[1]